# Praravinia lucbanensis
Praravinia lucbanensis är en måreväxtart som först beskrevs av Adolph Daniel Edward Elmer, och fick sitt nu gällande namn av Cornelis Eliza Bertus Bremekamp. Praravinia lucbanensis ingår i släktet Praravinia och familjen måreväxter.
Artens utbredningsområde är Filippinerna. Inga underarter finns listade i Catalogue of Life.